# Мірошник Наталія Олександрівна
Наталія Олександрівна Мірошник (8 жовтня 1987) — українська голболістка, учасниця Літніх Паралімпійських ігор 2016 року. Майстер спорту України.
Представляє Полтавський регіональний центр з фізичної культури і спорту інвалідів «Інваспорт».
Бронзовий призер чемпіонату Європи 2016 року.